# Zračna luka Artigas
Zračna luka Artigas (španjolski Aeropuerto Internacional de Artigas; IATA: ATI, ICAO: SUAG) je zračna luka u blizini grada Artigasa na sjeveru Urugvaja. Prema vrsti je civilna zračna luka i služi gradu Atrigasu za putnički i robni promet. U potpunosti se nalazi u vlasništvu države Urugvaj.
Za promet je otvorena u studenom 1973. godine. Nalazi se 3 kilometra jugozapadno od Artigasa, blizu granice s Brazilom.

## Zračne nesreće i incidenti
- 10. veljače 1987. - Vojni transportni zrakoplov Douglas C-47 Skytrain registracija CX-BJH/T511 poletio je iz Artigasa prema Montevideu, ali se ubrzo nakon polijetanja srušio. Svih 44-ero ljudi, 38 putnika i 6 članova posade, poginulo je prilikom pada. Time je ova nesreća ostala zabilježena kao najsmrtonosnija zračna nesreća na području Urugvaja u to vrijeme.[3] Zrakoplov je u uporabi bio od 1943. godine, a netom prije leta bio je dovoljno oštećen da izazove nesreću.

## Vanjske poveznice
- (engl.) Fotografije zračne luke "Aeropuerto Internacional de Artigas" na stranici airliners.net